# Kill Rock 'N Roll
 Der er for få eller ingen kildehenvisninger i denne artikel, hvilket er et problem. Du kan hjælpe ved at angive troværdige kilder til de påstande, som fremføres i artiklen.

"Kill Rock'N Roll" er den tredje single på System of a Downs album Hypnotize. Det er en af de sange System of a Down har spillet før Hypnotize blev udgivet. 
Sangen er skrevet af guitaristen Daron Malakian. Inspirationen til sangen kom da Daron kørte en kanin over. Han begravede kaninen, og da han ankom til sit arbejde, så han en kanin, der lignede ham. Han navngav den Rock'n Roll.[kilde mangler]